# Coupe des Voiturettes

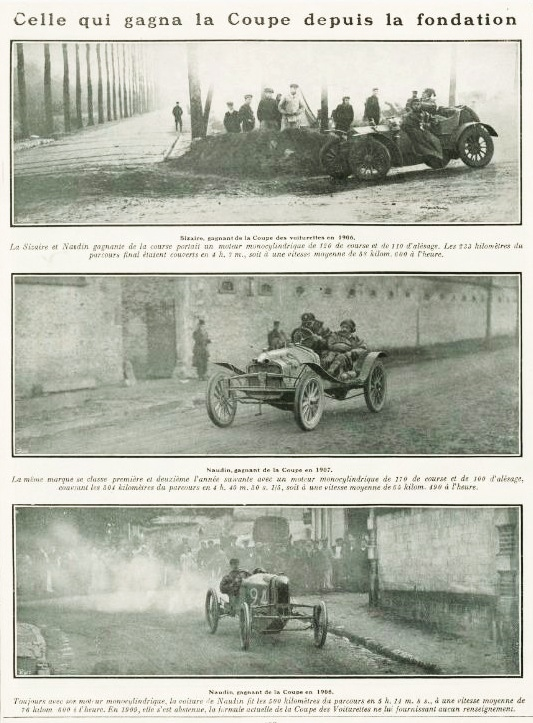
Vainqueurs de la Coupe des Voiturettes en 1906, 1907 et 1908.

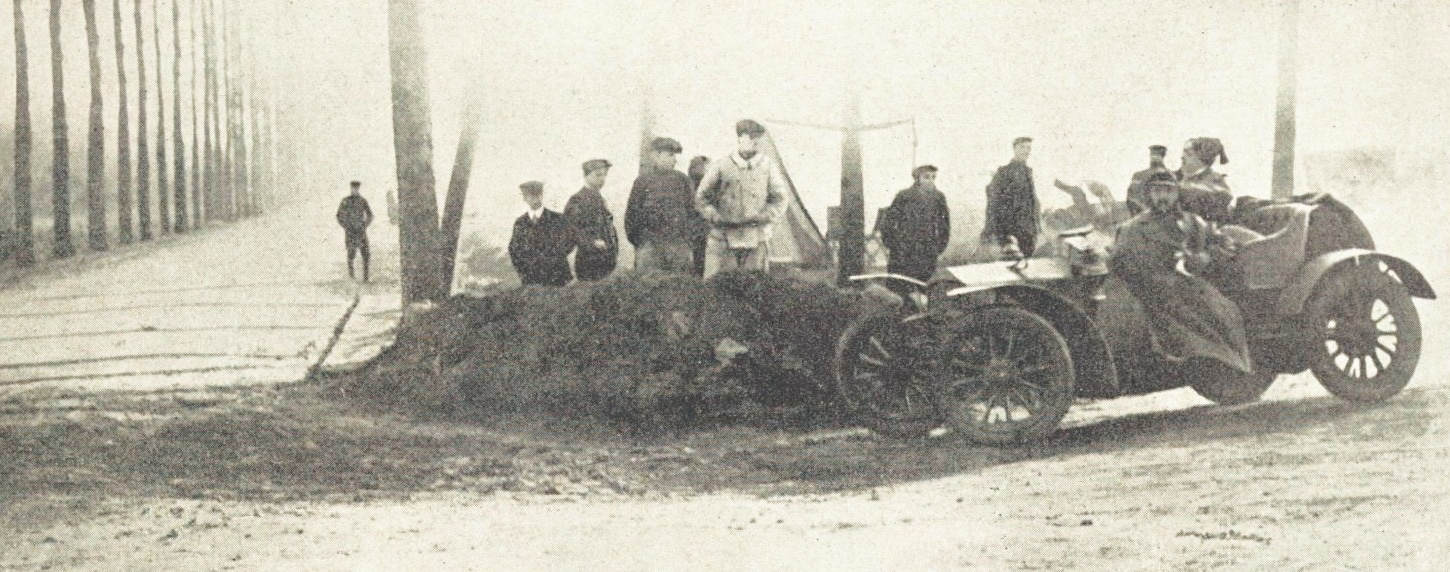
Georges Sizaire, vainqueur de la première Coupe des Voiturettes en 1906 (virage de Saint-Arnould à Rambouillet).

La Coupe des Voiturettes était une épreuve spécifique pour voiturettes, de type Grand Prix, organisée entre la deuxième moitié des années 1900 et la première des années 1920, à sept reprises avant la guerre et quatre par la suite, essentiellement à Boulogne-sur-Mer puis au Mans.

## Histoire

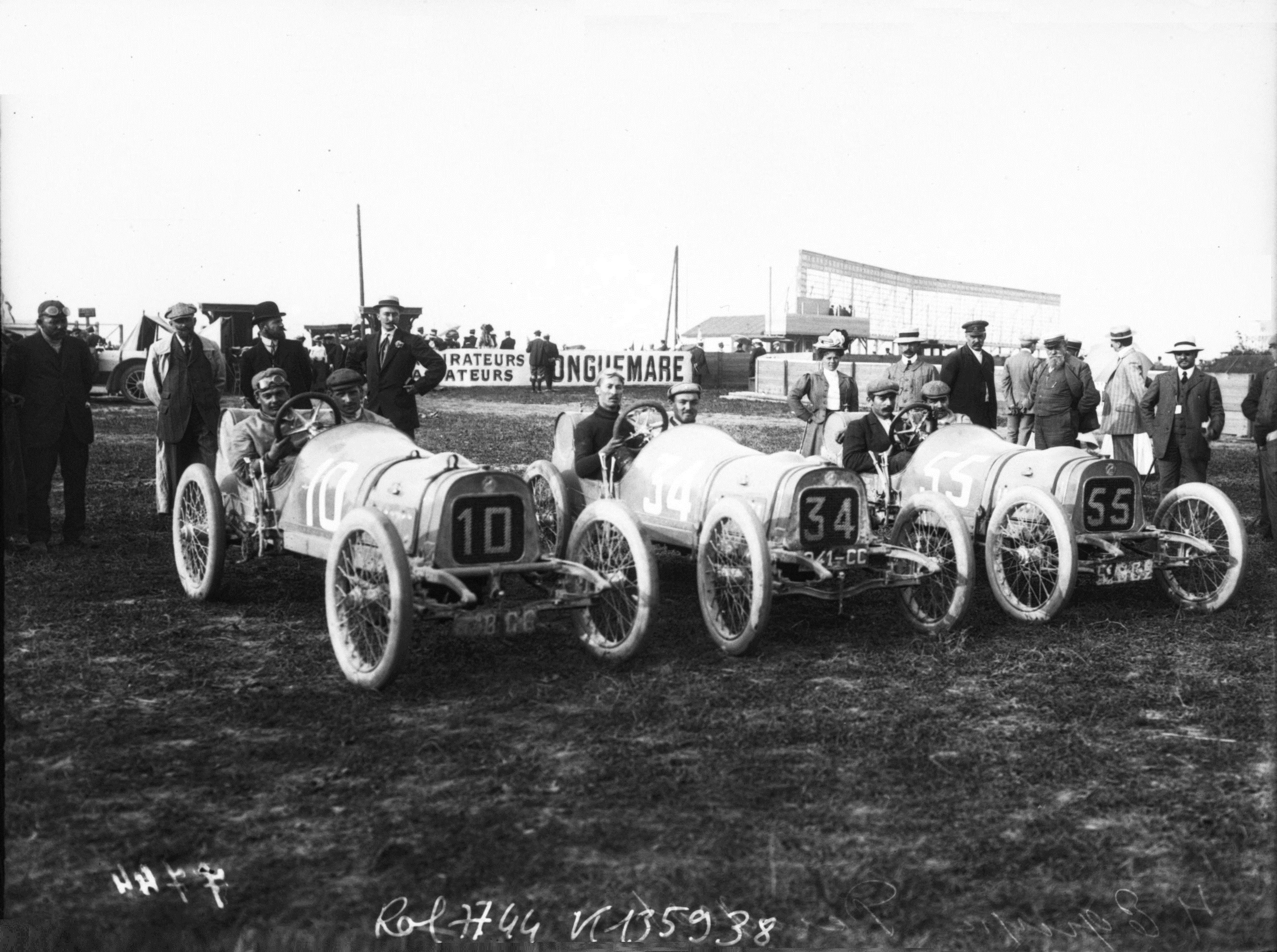
Le "team Peugeot" au grand complet, ici avant le Grand Prix de Dieppe Voiturettes de 1908 (Guippone à G., Goux au centre, et G. Boillot à D.).

Les deux premières éditions ont lieu sur le circuit de Rambouillet, essentiellement en forêt, long 33,82 kilomètres. 236,74 kilomètres sont accomplis la première année, 304.37 la deuxième.
En 1908, le circuit de Compiègne prend le relais, toujours en forêt. Long de 50 kilomètres, il est à parcourir à 8 reprises, soit 400 kilomètres. La même année débute le Grand Prix de Voiturettes de Dieppe.
Entre 1909 à 1913, le circuit de Boulogne est choisi à quatre reprises, la course n'ayant pas eu lieu en 1912. À accomplir 12 fois, il est pour les deux premières éditions long de 37,375 kilomètres, puis pour les deux suivantes de 52 kilomètres. À partir de 1910, la course prend aussi le nom de "Coupe de L'Auto", du nom du journal qui l'a régulièrement patronnée.
Le circuit routier de Boulogne a trois phases d'existence: de 1909 à 1910 une boucle de forme triangulaire passant par Saint-Martin-Boulogne, Le Wast et Desvres, en incluant la montée de la porte Gayole et la côte de Baincthun, puis en 1911 et 1913 le parcours est rallongé à l'est, en passant par Longueville et Selles, avant de revenir après-guerre à l'itinéraire originel, entre 1921 et 1928, pour accomplir désormais la nouvelle Coupe Georges Boillot. Une nouvelle épreuve routière apparait ainsi, catégorie Sport (avec handicap), Paul Bablot étant le seul pilote à s'imposer dans les deux formules (Voiturettes en 1911, et Sport en 1922). Toujours de 1921 à 1928, le Grand Prix automobile de Boulogne devient une autre épreuve locale pour voiturettes, elle non exclusive.
Jules Goux obtient cinq podiums dans la Coupe des Voiturettes avant le conflit mondial, sans jamais parvenir à s'y imposer. Il en dispute toutes les éditions (abandon en 1911), toujours avec le constructeur Peugeot. L'autre français vainqueur à Indianapolis, René Thomas, termine troisième en 1909 sur Le Gui et en 1911 sur Delage. Le vainqueur de l'épreuve n'eut plus jamais le meilleur temps au tour en course entre 1907 et 1921.
Après la guerre, quatre nouvelles épreuves ont lieu consécutivement sur le circuit du Mans jusqu'en 1923, long de 17,26 km (surtout vers l'équinoxe d'automne). 24 tours sont à accomplir en 1920 et 1923, 26 en 1921, et 35 en 1922 (soit alors plus de 604 kilomètres). Goux est désormais absent du plateau. 

## Palmarès
| Année     | Vainqueur           | Voiture           | Circuit          |            |
| --------- | ------------------- | ----------------- | ---------------- | ---------- |
| 1906      | Georges Sizaire,    | Sizaire-Naudin    | Rambouillet      |            |
| 1907      | Louis Naudin        | Sizaire-Naudin    | Rambouillet      |            |
| 1908      | Louis Naudin        | Sizaire-Naudin    | Compiègne        |            |
| 1909      | Giosuè Giuppone     | Lion-Peugeot      | Boulogne-sur-Mer |            |
| 1910      | Paolo Zuccarelli    | Hispano-Suiza     | Boulogne-sur-Mer |            |
| 1911      | Paul Bablot         | Delage            | Boulogne-sur-Mer |            |
| 1912      | Non courue          | Non courue        | Non courue       | Non courue |
| 1913      | Georges Boillot     | Peugeot           | Boulogne-sur-Mer |            |
| 1914-1919 | Non courue          | Non courue        | Non courue       | Non courue |
| 1920      | Ernest Friderich    | Bugatti T13       | Le Mans          |            |
| 1921      | René Thomas         | Talbot-Darracq 56 | Le Mans          |            |
| 1922      | Kenelm Lee Guinness | Talbot-Darracq 56 | Le Mans          |            |
| 1923      | Albert Divo         | Talbot 70         | Le Mans          |            |

## Remarques
- La première course spécifique "Voiturettes" est disputée le 6 juin 1899, dite Critérium des Voiturettes, et remportée par un certain "Wilfrid" sur Bollée. Elle est suivie de la Coupe des Chauffeurs Amateurs, au mois d'août, gagnée par Louis Renault.
- Le 11 mars 1900, une "Coupe des Voiturettes" précoce est remportée par Léon Théry sur Decauville, après 220 kilomètres de course[14].
- Une Coupe des Voiturettes tourisme, de régularité, est organisée en France fin novembre 1905. Elle est remportée par l'équipe de Dion-Bouton avec à sa tête Lionel de Dion -vainqueur de l'épreuve de vitesse associée-, qui empoche ainsi la Coupe dite de Régularité[15].
- En 1912 et 1913, l'Automobile Club de l'Ouest organise déjà au Mans la Coupe de la Sarthe, encore appelée "Grand Prix de France des Voiturettes", et successivement remportée par Paul Zuccarelli, puis Jean Porporato. D'autres courses de voiturettes précèderont ensuite le Grand Prix de France proprement dit, entre 1925 (troisième Pisart) et 1927 (vainqueur Divo). Un an avant, en 1924, un autre "Grand Prix de France des Voiturettes" proprement dit aura eu lieu pour l'inauguration du circuit de Montlhéry lors des Grand Prix de France du Motocycle Club de France (M.C.F.).
- La Coupe des Voiturettes ne doit pas être confondue avec le Grand Prix automobile de Boulogne, organisé sur place sans discontinuer de 1921 à 1928.
- En 1924, une course de 200 kilomètres, alors appelée "Grand Prix de France", a lieu sur le tout nouvel autodrome de Linas-Montlhéry en octobre, pour l'année de son ouverture. Elle est remportée sur cyclecar par Pierre Goutte sur Salmson[16],[17]. Il s'agit en fait du IVe Grand Prix du Moto-Club-de-France -le M.C.F.- qui a eu lieu les trois années antérieures à Provins puis deux fois à Montargis. De 1925 à 1928 date de sa dernière organisation -la VIIIe du nom sans discontinuer, chaque saison pour des cyclecars-, il reste toujours à Montlhéry entre la fin septembre et le début octobre. Les cyclecars et tricycles, véhicules à trois roues, ont toujours admis par les instances motocyclistes en leur sein, notamment pour l'homologation de records de vitesse terrestre[18].

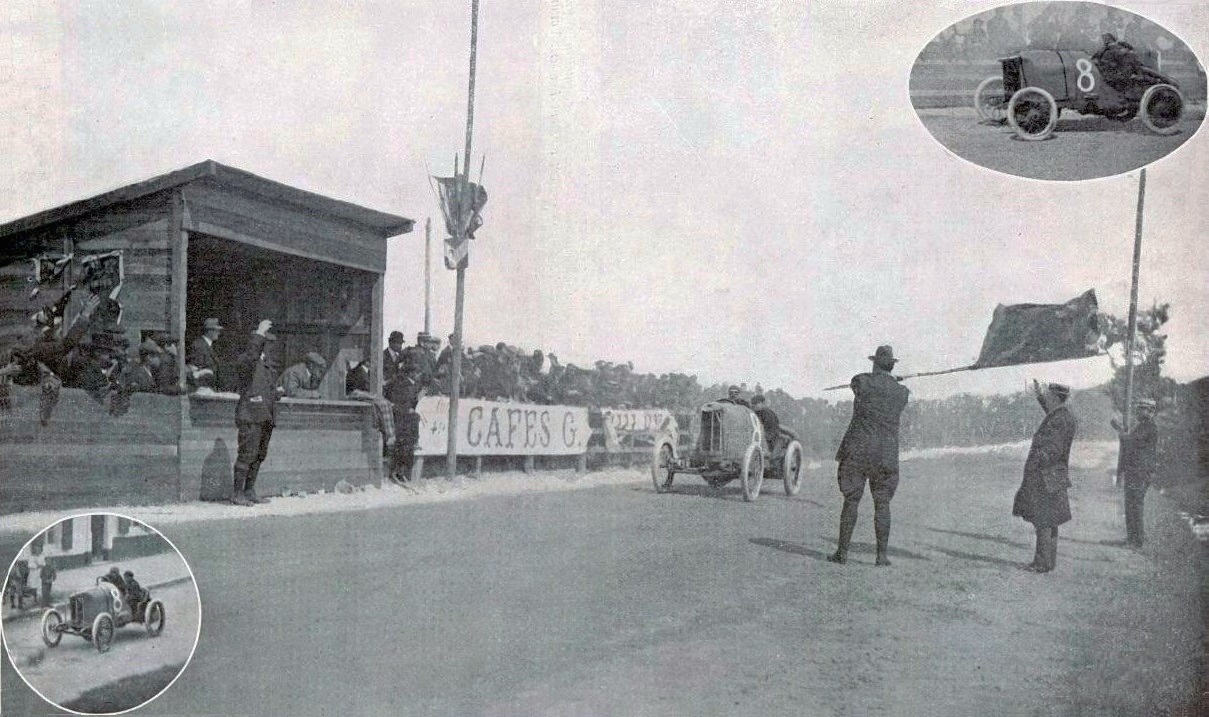
Giosuè Giuppone vainqueur de la Coupe des Voiturettes 1909 sur Lion-Peugeot.
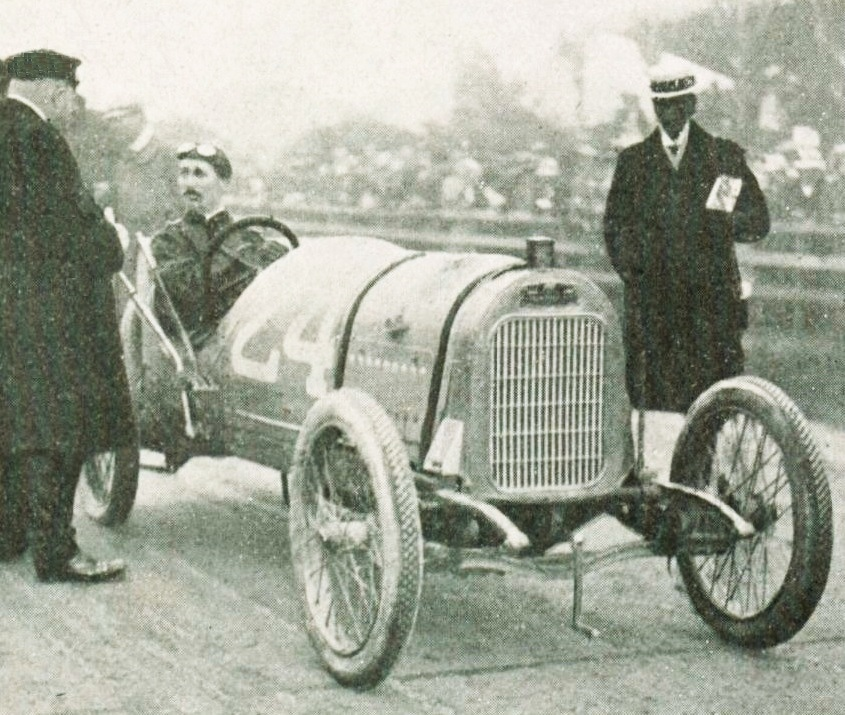
Jules Goux deuxième de la Coupe des Voiturettes 1909, sur Lion-Peugeot (ici au départ).
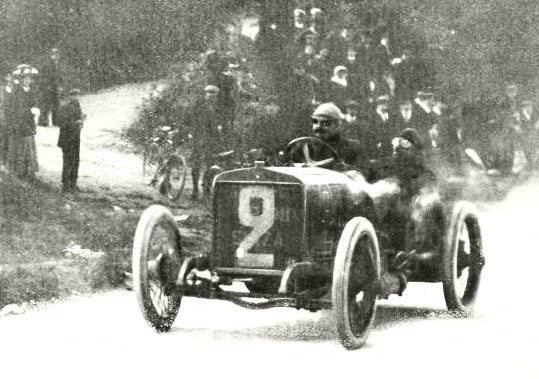
Paul Zuccarelli vainqueur de la Coupe des Voiturettes 1910 à Boulogne sur Hispano-Suiza type Alphonse XIII.
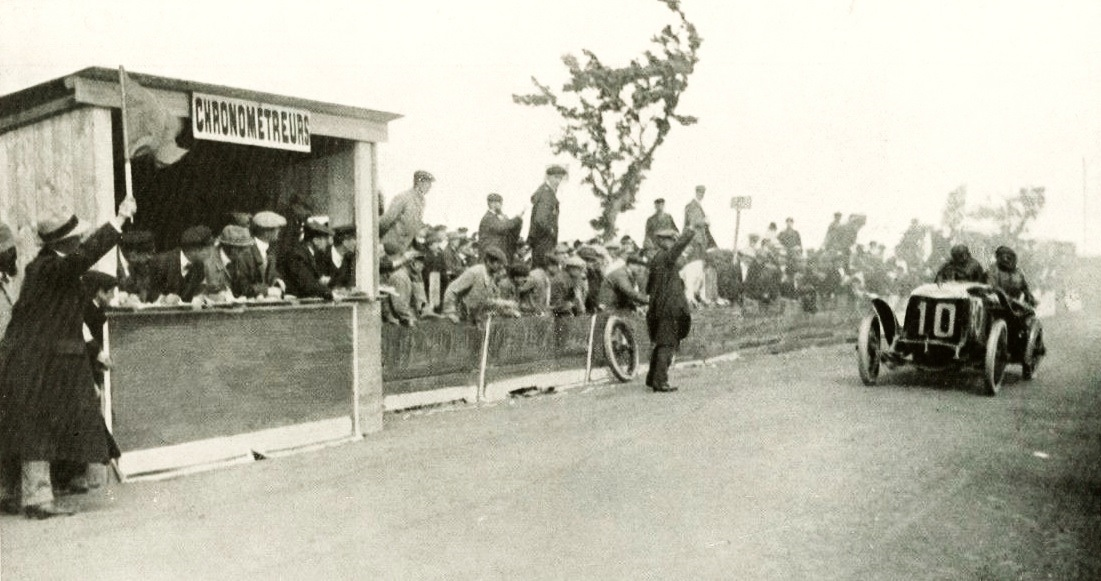
Paul Bablot, vainqueur de la Coupe des Voiturettes 1911.
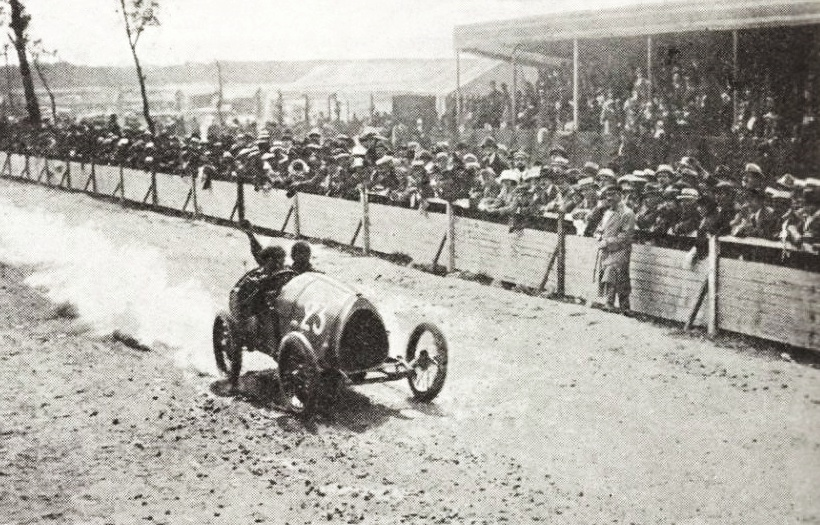
Ernest Friderich vainqueur de la Coupe des Voiturettes du Mans en 1920 sur Bugatti Type 13.
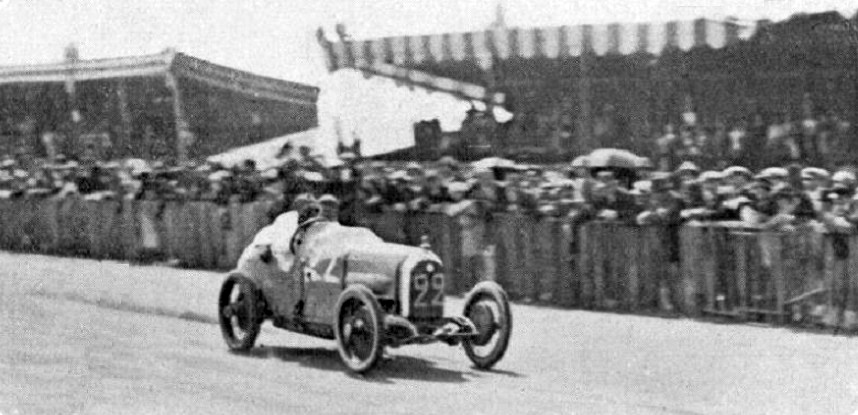
René Thomas vainqueur de la Coupe des Voiturettes 1921, sur Talbot-Darracq 56 (au Mans).
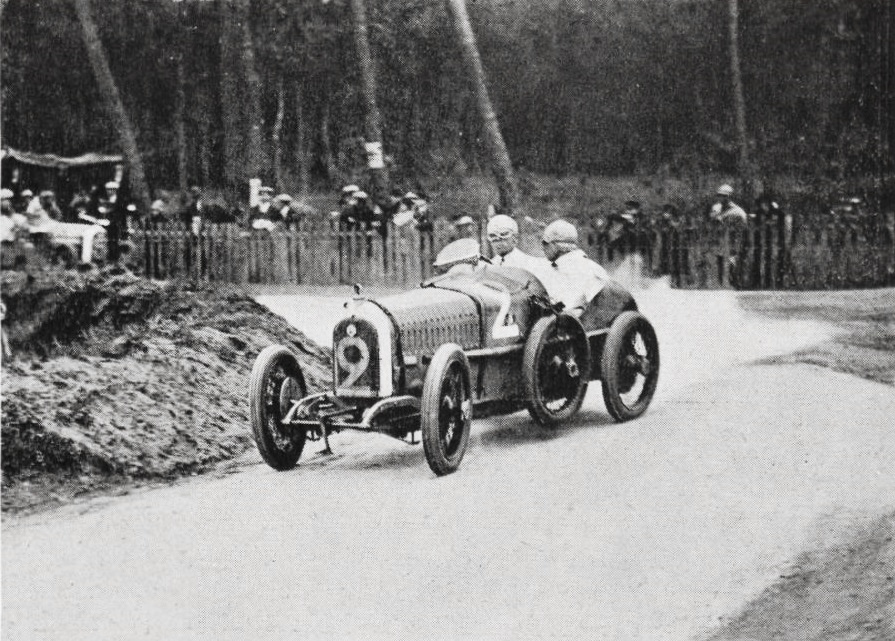
Kenelm Lee Guinness gagnant de la Coupe des Voiturettes 1922 au Mans, sur Talbot-Darracq 56.
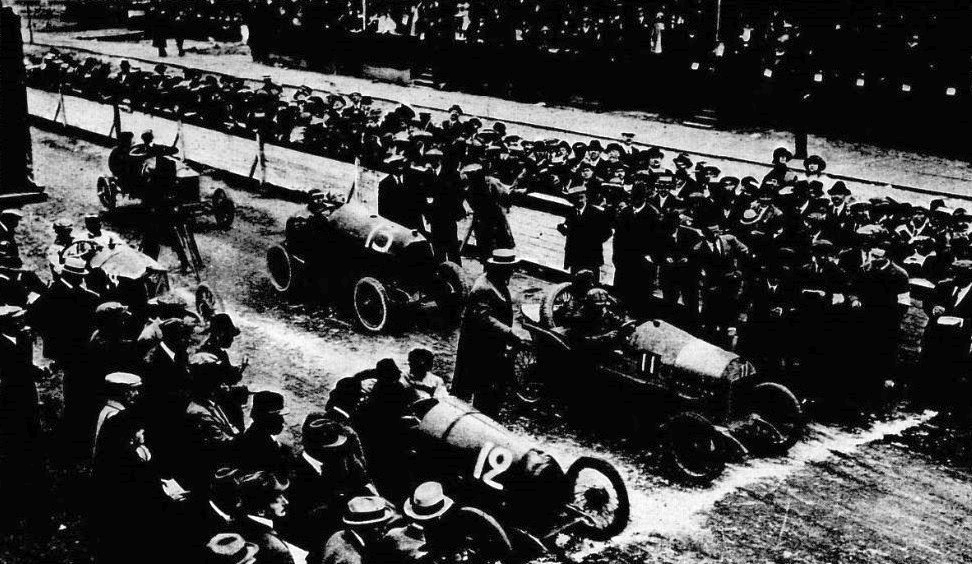
Départ de la Coupe des Voiturettes 1920 au Mans (n°11 Marcel Violet sur Major; 1re coupe d'après-guerre et 1re au Mans).
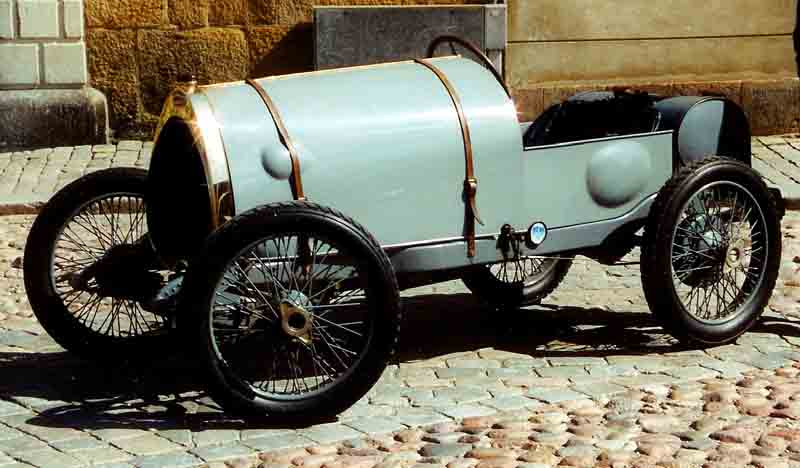
Exemple de Bugatti Type 13.